# Segimerus
Segimerus ou Sigimerus ou encore Segimer, est un roi Chérusques, frère de Segeste et le père d'Arminius et de Flavus et grand-père d'Italicus.
Segimerus fut allié de l'Empire romain, et ses deux fils furent des soldats de l'armée romaine.
En l'an 3,  l'unification des suèves des Hermundures, des Quades, des Lombards et des Semnons par Marbod, le roi des Marcomans, représente une menace directe pour Rome.
En l'an 4 débute la Troisième Guerre germano-romaine (qui finira en l'an 16) entre l'ensemble de ces nations germaniques et l'Empire romain. Signature d’un traité de non agression et d’amitié entre les Romains, représentés par Tibère, et les Chérusques, représentés par leur roi Segimer. Arminius et Flavus, sont enrôlés dans l’armée romaine en tant que commandant des troupes auxiliaires composé de Germains.
Selon Dion Cassius, historien romain de langue grecque, Segimerus fut au côté de son fils Arminius, lors de la révolte des Chérusques contre Rome, notamment en l'an 9 lors de la Bataille de Teutobourg au cours de laquelle les nations germaines unies sous les ordres d'Arminius, battirent les légions romaines. Il se rend ensuite à Stretinius, un des officiers de Germanicus, et est pardonné.
Son autre fils, Flavus, resta fidèle à Rome et fit une carrière militaire dans l'armée de terre romaine.
L'historien romain Velleius Paterculus, cite également Segimerus père d'Arminius, tandis que Strabon donne Sigimer père de Sesithac.

## Sources
- (fr) Traduction en français de La Germanie, avec introduction et commentaires, sur le site de la « Bibliotheca Classica Selecta » (Université Catholique de Louvain)
- (fr) Histoire des civilisations européennes